# Estación de Forchies
La estación de Forchies es una estación de tren belga situada en Fontaine-l'Évêque, en la provincia de Henao, región Valona.
Pertenece a la línea  de S-Trein Charleroi.

## Situación ferroviaria
La estación se encuentra en la línea 112 (Marchienne-Louvière).

## Intermodalidad
| Línea | Procedencia   | Parada                  | Destino     |
| ----- | ------------- | ----------------------- | ----------- |
| 173   | CHARLEROI Sud | FORCHIES-LA-MARCHE SNCB | PIÉTON SNCB |